# Henri Bartholomeeusen
Henri Bartholomeeusen, né en 1954, est un avocat belge, fondateur du cabinet Bartholomeeusen & Associés. Franc-maçon, il fut grand-maître du Grand Orient de Belgique de 2005 à 2008. Il est aujourd'hui membre de la Commission des sanctions de la Banque nationale de Belgique et fut président du Centre d'action laïque pendant six ans, de 2014 à 2020.

## Biographie
Henri Bartholomeeusen est né en 1954 à Uccle en Belgique, dans une famille de tradition catholique. Il fréquentera une école communale puis un athénée. Vers l'âge de dix-huit ans il entame des études de droit à l'Université libre de Bruxelles. 
En 1976, il y fonde le Cercle des Étudiants Européens de l'ULB.
En 1979, il débute un stage au barreau de Bruxelles. Quatre ans plus tard, en 1983, il y sera inscrit. En 1988, il fonde le cabinet d'avocats « Bartholomeeusen & Associés ».
Il fut secrétaire de la Conférence du jeune barreau et membre du conseil de l'Ordre français des avocats du barreau de Bruxelles.
À l'âge de 26 ans, il est initié dans une loge bruxelloise « Libre Examen » du Grand Orient de Belgique. Après avoir exercé la fonction de vénérable maître au sein de son atelier, il sera élu successivement grand orateur et  grand maître du Grand Orient de Belgique (20 mars 2005-2008). 
Il préside le Musée belge de la franc-maçonnerie de 2005 à 2011.
Membre de la Commission des Sanctions de la Banque nationale de Belgique, il est également administrateur de nombreuses fondations d’utilité publique, dont la Fondation Henri Fontaine et la fondation pour l’assistance morale aux détenus (FAMD). 
Il participe à de nombreuses émissions télévisées et radios, a contribué à diverses publications et est l'auteur de nombreux articles.
Le 22 mars 2014, il succède à Pierre Galand à la présidence du Centre d'action laïque,, association qui promeut la laïcité et coordonne les actions des associations membres et de représenter la laïcité auprès des pouvoirs publics »  En décembre 2014,  il participe à un débat avec, entre autres, l'évêque Guy Harpigny et l'islamologue Tariq Ramadan. En mai 2020 il est remplacé à la présidence par Véronique De Keyser.